# Pireella guatemalensis
Pireella guatemalensis är en bladmossart som beskrevs av Edwin Bunting Bartram 1946. Pireella guatemalensis ingår i släktet Pireella och familjen Pterobryaceae. Inga underarter finns listade i Catalogue of Life.